# Окулярник інжировий
Окулярник інжировий (Zosterops ficedulinus) — вид горобцеподібних птахів родини окулярникових (Zosteropidae). Ендемік Сан-Томе і Принсіпі. Сан-томейський окулярник раніше вважався конспецифічним з інжировим окулярником.

## Опис
Довжина птаха становить 10,5 см, вага 7—8 г. Верхня частина тіла темно-оливково-зелена, тім'я бурувато-оливкове. Скроні і обличчя світло-сірі, нижня частина тіла білувата. Горло й верхня частина грудей поцятковані темними смужками. Боки оливково-коричневі. Дзьоб коричнево-роговий, лапи коричнево-сірі.

## Поширення і екологія
Інжирові окулярники є ендеміками острова Принсіпі. Вони живуть у незайманих рівнинних і гірських тропічних лісах на півдні острова, на висоті до 1600 м над рівнем моря.

## Збереження
МСОП вважає цей вид таким, що перебуває під загрозою зникнення. За оцінкою дослідників, популяція інжирових окулярників становить 350—1000 птахів. Їм загрожує знищення природного середовища.